# Bács-Kiskun vármegyei 4. sz. országgyűlési egyéni választókerület
A Bács-Kiskun vármegyei 4. sz. országgyűlési egyéni választókerület egyike annak a 106 választókerületnek, amelyre a 2011. évi CCIII. törvény Magyarország területét felosztja, és amelyben a választópolgárok egy-egy országgyűlési képviselőt választhatnak. A választókerület nevének szabványos rövidítése: Bács-Kiskun 04. OEVK. Székhelye: Kiskunfélegyháza

## Területe
A választókerület az alábbi településeket foglalja magába:
1. Ágasegyháza
2. Bócsa
3. Bugac
4. Bugacpusztaháza
5. Csólyospálos
6. Fülöpjakab
7. Fülöpszállás
8. Gátér
9. Izsák (település)
10. Jakabszállás
11. Jászszentlászló
12. Kiskunfélegyháza
13. Kiskunmajsa
14. Kömpöc
15. Kunszállás
16. Lakitelek
17. Móricgát
18. Nyárlőrinc
19. Orgovány
20. Pálmonostora
21. Petőfiszállás
22. Szank
23. Tiszaalpár
24. Tiszaug

## Országgyűlési képviselője
| Név           | Párt                                         | Párt        | Terminus | Megjegyzés                                   |
| ------------- | -------------------------------------------- | ----------- | -------- | -------------------------------------------- |
| Lezsák Sándor |                                              | Fidesz-KDNP | 2014 –   | A 2014-es országgyűlési választás eredménye: |
| Lezsák Sándor | A 2018-as országgyűlési választás eredménye: | Fidesz-KDNP | 2014 –   |                                              |
| Lezsák Sándor | A 2022-es országgyűlési választás eredménye: | Fidesz-KDNP | 2014 –   |                                              |

## Demográfiai profilja
| Iskolai végzettség                | Iskolai végzettség               | Iskolai végzettség | Iskolai végzettség | Iskolai végzettség |
| --------------------------------- | -------------------------------- | ------------------ | ------------------ | ------------------ |
|                                   |                                  |                    |                    | fő                 |
| Általános iskolát nem végezte el  | Általános iskolát nem végezte el |                    | 2309               | 2309               |
| Általános iskola                  | Általános iskola                 |                    | 18255              | 18255              |
| Szakmunkás                        | Szakmunkás                       |                    | 19440              | 19440              |
| Érettségi                         | Érettségi                        |                    | 21978              | 21978              |
| Diploma                           | Diploma                          |                    | 9233               | 9233               |
| A 2022. évi népszámlálás szerint. |                                  |                    |                    |                    |

A Bács-Kiskun vármegyei 4. sz. választókerület lakónépessége 2022. október 1-jén 87 227 fő volt. A 2011-es és a 2022-es népszámlálás között 1860 fővel csökkent a választókerület lakosság száma. A választókerületben a korösszetétel alapján a legtöbben a középkorúak élnek 30 838 fővel, míg a legkevesebben az időskorúak 18 330 fővel. A választókerület lakosságának a 78,7%-nál van internet elérési lehetőség.
A legmagasabb befejezett iskolai végzettség szerint az érettségi végzettséggel rendelkezők élnek a legtöbben 21 978 fő, utánuk a következő nagy csoport a szakmunkások 19 440 fővel.
Gazdasági aktivitás szerint a lakosság közel fele foglalkoztatott 41 477 fő, második legjelentősebb csoport az inaktív keresők, akik főleg nyugdíjasok 21 109 fővel.
A választókerület legjelentősebb nemzetiségi csoportja a cigány 923 fő, illetve a német 587 fő. Magyar állampolgársággal nem rendelkező külföldi állampolgárok aránya 1,7%.
Vallási összetétel szerint a választókerületben lakók legnagyobb vallása a római katolikus (29 944 fő), valamint jelentős közösség még a reformátusok (3893 fő). A vallási közösséghez nem tartozók száma szintén jelentős (6010 fő), a választókerületben a második legnagyobb csoport a római katolikus vallás után.

## Országgyűlési választások
| Párt                             | Párt                   | Jelölt                   | Szavazatok | %     | ± %   |
| -------------------------------- | ---------------------- | ------------------------ | ---------- | ----- | ----- |
|                                  | Fidesz-KDNP            | Lezsák Sándor            | 29 025     | 60,21 | 6,87  |
|                                  | Jobbik                 | Kollár László            | 10 166     | 21,09 | 0,28  |
|                                  | MSZP-Párbeszéd         | Horváth Tamás            | 5855       | 12,15 | 6,22  |
|                                  | LMP                    | Kis-Szeniczey Kálmán     | 1410       | 2,92  | 0,5   |
|                                  | MKKP                   | Bodor Sándor             | 678        | 1,41  | Új    |
|                                  | Momentum               | Tabajdi Péter            | 545        | 1,13  | Új    |
|                                  | Munkáspárt             | Borbásné Keresztes Márta | 96         | 0,2   | Új    |
|                                  | Egyéb pártok           |                          | 432        | 0,89  | 2,19  |
| Megjelent                        | Megjelent              | Megjelent                | 48 651     | 66,64 | 11,13 |
| Választópolgárok száma           | Választópolgárok száma | Választópolgárok száma   | 73 006     | 100   | 1,51  |
| A Fidesz-KDNP tartja a körzetet. |                        |                          |            |       |       |

| Párt                                | Párt                   | Jelölt                 | Szavazatok | %     |
| ----------------------------------- | ---------------------- | ---------------------- | ---------- | ----- |
|                                     | Fidesz-KDNP            | Lezsák Sándor          | 21 634     | 53,34 |
|                                     | Jobbik                 | Kollár László          | 8666       | 21,37 |
|                                     | Összefogás             | Dr. Garai István       | 7452       | 18,37 |
|                                     | LMP                    | Kiss Kálmán Tibor      | 1387       | 3,42  |
|                                     | Szociáldemokraták      | Dr. Patai Antal        | 175        | 0,43  |
|                                     | Egyéb pártok           |                        | 1245       | 3,08  |
| Megjelent                           | Megjelent              | Megjelent              | 41 144     | 55,51 |
| Választópolgárok száma              | Választópolgárok száma | Választópolgárok száma | 74 117     | 100   |
| A Fidesz-KDNP nyeri meg a körzetet. |                        |                        |            |       |